# Uwaga, chuligani!
Uwaga, chuligani! – polski film dokumentalny (dokument inscenizowany) z 1955 roku.
Film ma formę ostrzeżenia przed obojętnością wobec bandyckich zachowań chuligańskich grup i ich zgubnym wpływem na młodzież napływającą do miast. Był głośnym debiutem absolwentów moskiewskiej szkoły WGIK, Jerzego Hoffmana i Edwarda Skórzewskiego. Zapoczątkował tzw. czarną serię społecznych dokumentów.

## Obsada
- Roman Wilhelmi - robotnik Janek; wystąpił w fabularnej części filmu

## Nagrody i wyróżnienia
- 1956 - Nagroda Polskiej Krytyki Filmowej za rok 1955 dla Jerzego Hoffmana i Edwarda Skórzewskiego